# Stainz
Stainz est une commune autrichienne du district de Deutschlandsberg en Styrie.

## Personnalités
- Martin Hiden, footballeur autrichien